# Solbiatese Arno Calcio
Solbiatese Arno Calcio is een Italiaanse voetbalclub uit Solbiate Arno die in de Serie D/B speelt. De club werd opgericht in 1911. De officiële clubkleuren zijn zwart en blauw.

## Bekende (oud-)spelers
- Angelo Anquilletti